# Karelia Południowa
Karelia Południowa (Etelä-Karjalan maakunta) – region Finlandii, położony w prowincji Finlandia Południowa. Stolicą jest Lappeenranta.

## Podregiony i gminy
Karelia Południowa dzieli się na 2 podregiony (od 2009 roku) i 11 gmin:
- podregion Imatra
  - Imatra
  - Parikkala
  - Rautjärvi
  - Ruokolahi
- podregion Lappeenranta
  - Lappeenranta
  - Lemi
  - Luumäki
  - Savitaipale
  - Taipalsaari